# 謝子晴
謝子晴(Shadow Tse)，香港作曲人、填詞人、音樂創作人。音樂品牌及社會企業Addoilmusic加油音樂旗下創作人。

## 簡歷
謝子晴於2017年參加由Addoilmusic舉辦的《敢作敢唱》後成為作曲。

## 作曲
登錄為版權作品者有催眠花、實在、35A、現在惜、幸福未遂等曲。
- 蘇侯宇 - 幸福未遂[3]

- Beanies - 失戀(及其他災難)][4][5]